# Nikolaus Walter (Theologe)
Nikolaus Walter (* 11. März 1932 in Wolfen; † 26. Mai 2013 in Naumburg (Saale)) war ein deutscher evangelischer Theologe.

## Leben
Von 1949 bis 1954 studierte er evangelische Theologie an der Martin-Luther-Universität in Halle. Ab 1954 war er Assistent an der Außenstelle der Kommission für Spätantike Religionsgeschichte der Deutschen Akademie der Wissenschaften in Halle, vor allem bei Gerhard Delling. Nach der Promotion 1961 an der Martin-Luther-Universität in Halle war er von 1964 bis 1986 Dozent am Katechetischen Oberseminar (Kirchliche Hochschule) in Naumburg. Von 1986 bis 1997 war er Professor für Neues Testament in Jena. 1997 erfolgte die Emeritierung.

## Schriften (Auswahl)
- Der Thoraausleger Aristobulos. Untersuchungen zu seinen Fragmenten und zu pseudoepigraphischen Resten der jüdisch-hellenistischen Literatur. Berlin 1964, OCLC 603765651.
- Untersuchungen zu den Fragmenten der jüdisch-hellenistischen Historiker. Halle 1968, OCLC 832716977.
- Preparatio evangelica. Studien zur Umwelt, Exegese und Hermeneutik des Neuen Testaments. Tübingen 1997, ISBN 3-16-146717-5.